# Wolfratshausen
Wolfratshausen – miasto w Niemczech, w kraju związkowym Bawaria, w rejencji Górna Bawaria, w regionie Oberland, w powiecie Bad Tölz-Wolfratshausen. Leży około 20 km na północny zachód od Bad Tölz, przy autostradzie A95 i drodze B11, nad Izarą.

## Dzielnice
- Weidach
- Nantwein
- Farchet
- Waldram

## Polityka
Burmistrzem miasta jest Helmut Forster, poprzednio urząd ten obejmował Reiner Berchtold, rada miasta składa się z 24 osób.
|      | CSU | SPD | FW | Zieloni | BV | Razem |
| 2008 | 9   | 5   | –  | 2       | 8  | 24    |
| 2002 | 11  | 7   | 2  | 2       | 2  | 24    |

## Współpraca
Miejscowości partnerskie:
- Barbezieux-Saint-Hilaire, Francja od 1970
- Brody, Ukraina
- Iruma, Japonia od 1987
- Manzano, Włochy od 1983